# صادقیه (تهران)
صادقیه (یا غیررسمی: آریاشهر) محله‌ای در غرب تهران است. پیش از انقلاب ۱۳۵۷ نام رسمی این محله آریاشهر بوده‌است. اکنون دربردارنده محله‌های از جمله صادقیه، طرشت شمالی، صادقیه شمالی، ارمکان و بلوار فردوس است.
بخشی از این محله در منطقه ۲ شهرداری تهران و بخش‌های دیگر آن نیز در منطقه ۵ شهرداری تهران جای گرفته‌است. بزرگراه اشرفی اصفهانی و بزرگراه محمدعلی جناح مرز میان این دو منطقه می‌باشد که از فلکهٔ دوم آریاشهر آغاز می‌شود به سمت شمال ادامه دارد. فلکهٔ دوم صادقیه در این محله قرار دارد که بزرگراه‌های محمدعلی جناح از جنوب و بزرگراه اشرفی اصفهانی از شمال، بزرگراه کاشانی از غرب و خیابان ستارخان از شرق را به هم پیوند می‌دهد. در جنوب غربی این میدان ایستگاه متروی صادقیه جای گرفته‌است.

## نام
نام محله به صورت عمومی در رسانه‌ها و میان مردم ساکن تهران آریاشهر است اما در رسانه‌های رسمی ایران بیشتر نام جدید آن، یعنی صادقیه به کار برده شده‌است. بسیاری حذف نام آریاشهر را اقدامی نالازم و غیر کارشناسی خوانده‌اند و شهرداری و شورای شهر تهران نیز بعدها دلیلی برای تداوم این تغییر نام اعلام نکردند. گروهی تندرو نیز اعلام کرده‌اند که صادقیه، نام جدید، دارای تشابه اسمی و مختصاتی با یک مدرسه تحت حمایت خانواده پهلوی در مصر است و باور دارند که این تغییر نام به صادقیه در راستای «گسترش نفوذ پهلوی در کشور» بوده‌است. این در حالی است که خود واژه آریاشهر دارای بار ملی و ایرانی بیشتری بوده و برخی باور دارند تغییر نام انجام شده تنها یک تغییر نام انقلابی جهت حذف نام‌های ملی یا پیش از انقلاب بوده‌است و حمایتی از رژیم سابق صورت نگرفته‌است.

## تاریخچه
در روایت‌های گوناگون آمده‌است که این محله از دوران ناصرالدین شاه قاجار بر پا شده و رفته رفته گسترش یافته‌است. نخست این محله دربرگیرنده محلات کنونی ارمکان، برق آلستوم، مجتمع دادگستری و کاشانی بود که امروزه این محلات از هم جدا افتاده‌اند. با آغاز دگرگونی‌ها و مدرنیزاسیون دوره پهلوی، تهران بسیار شتابان دستخوش دگردیسی شد و در پی آن محلاتش هم دگرگون شدند. آریاشهر هم به دلیل خوش آب وهوا بودن و نزدیک بودن به نخستین بزرگراه‌های تهران از این دگرگونی شتابان تهران بیشترین بهره را برد. در نیمه‌های دوره پهلوی دوم (سال‌های ۱۳۴۱–۱۳۳۲) در پیرامون جاده شهر به سوی کن و سولقان (ساخت محله نوساز شهر زیبا)، شهرآرا و آریاشهر ساخت و ساز بسیاری انجام گرفت. مجموعه آپارتمان‌های شهرآرا، خانه‌های ویلایی تهران ویلا و هسته‌های نخستین آریاشهر از دستاوردهای این دوره از گسترش شهر تهران هستند. در سال‌های پسین محله گسترش بیشتری یافت و خیابان‌هاو بزرگراه‌های بیشتری ساخته شد که از آن جمله بزرگراه محمدعلی جناح و بزرگراه طرشت (شیخ فضل اله) بودند.
در سال‌های آغازین دهه هشتاد، طرح ساخت نخستین مونوریل تهران هم در این محله پیشنهاد شد و اجرای پروژه آغاز شد و پایه‌های این مونوریل ساخته شد؛ اما به دلیل اختلافات شهرداری، شورای شهر و دولت بر سر اقتصادی بودن طرح، پروژه متوقف شد و پس از چندی پایه‌ها برچیده شد. چهاردهمین فروشگاه زنجیره‌ای شهروند نیز در آذر ماه ۱۳۸۵ در کنار ایستگاه متروی صادقیّه افتتاح گردید.
تا سال ۱۴۰۰ مشکل شلوغی در مرکزهای ترابری این منطقه و اعتراض مردم به این مشکل همواره در گزارش‌های شهری می‌آمده‌است و در این سال نیز برنامه‌ای برای بهبود شرایط از سوی شهرداری اعلام نشد.

## فرهنگ و هنر

### معماری
با اینکه دگردیسی و تغییرها محله را به سوی نوسازی برده‌اند اما هنوز هم ساختمان‌هایی در محل از دوره مدرنیزاسیون پهلوی به جای مانده‌است. معماری که پس از انقلاب ۱۳۵۷ در تقلید از سبک غربی در این محله به کار برده شد، دارای مشکلات ظاهری و ایمنی جدی بوده‌است و هیچگونه نمای شهری استانداردی ارائه نمی‌دهند.

## جغرافیا
صادقیه یا آریاشهر دارای دو میدان است که به نام‌های فلکه اول و دوم خوانده می‌شوند. در فاصله میان این دو فلکه شمار بسیاری مراکز تجاری و آموزشی وجود دارد که معروف‌ترین و بزرگترین آن‌ها مجتمع تجاری گلدیس است. در هر دو فلکه صادقیه تعداد زیادی شعب بانکی نیز وجود دارد. صادقیه از شمال به باغ فیض (پونک)، از جنوب به میدان آزادی، از شرق به برق آلستوم و از غرب به پل علامه جعفری (میدان نور پیشین) و شهر زیبا منتهی می‌شود. باغ‌های طرشت نیز از اراضی صادقیه به‌شمار می‌آیند. خیابان ستارخان یکی از خیابان‌های اصلی آریاشهر است.
بلوار فردوس نیز در این محله واقع شده‌است. از محل‌های معروف واقع در بلوار فردوس می‌توان به مجموعه ورزشی برادران خادم، بازار میوه و تره بار شهرداری و ایستگاه متروی صادقیه اشاره کرد.

## اقتصاد

### ترابری

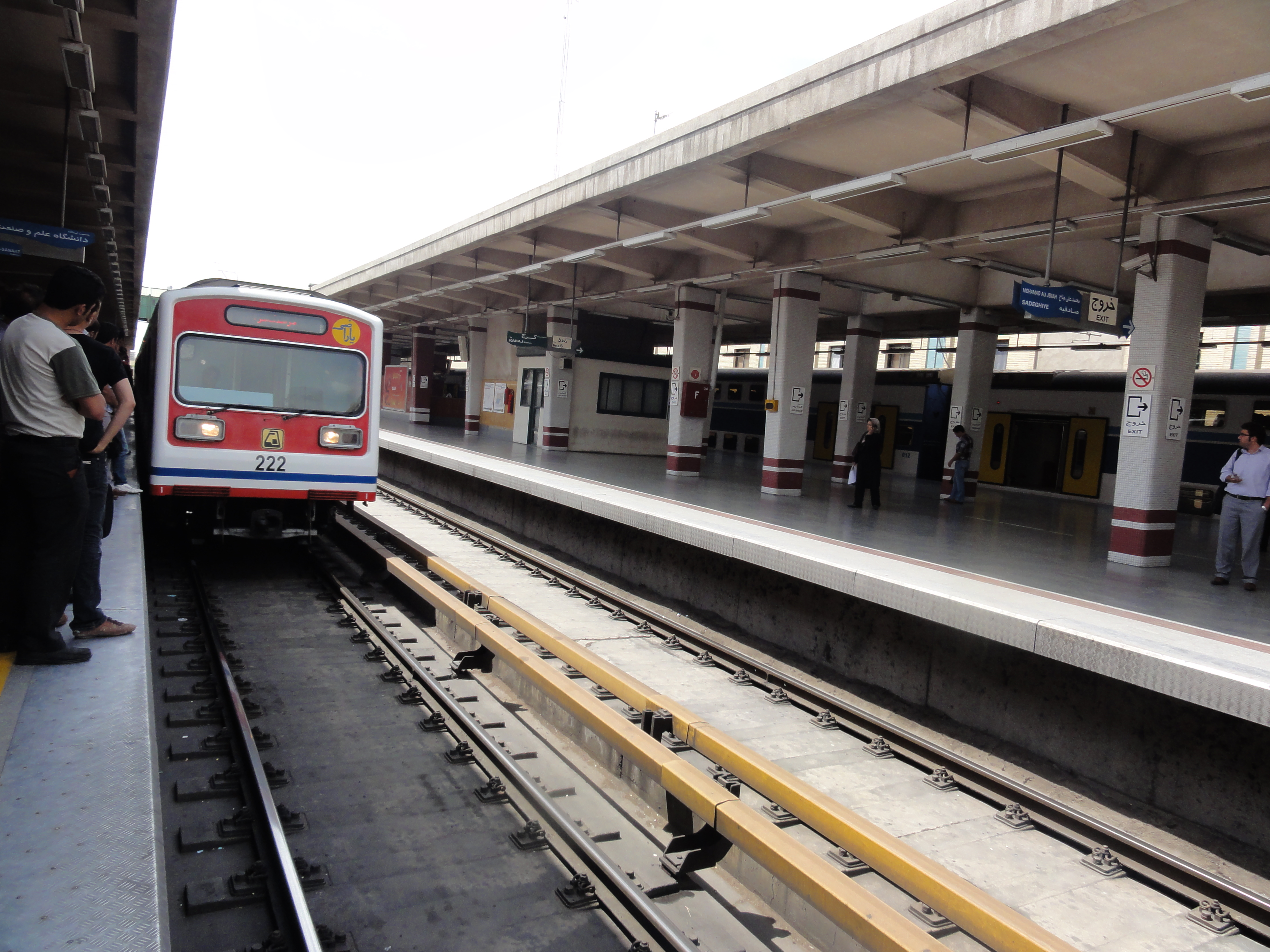
ایستگاه مترو صادقیه

ایستگاه متروی صادقیه یکی از ایستگاه‌های متروی تهران است که در ضلع جنوب غربی فلکه دوم با فاصله حدود ۲۰۰ متری از فلکه دوم صادقیه تهران واقع شده‌است. این ایستگاه نخستین ایستگاه در خط دو و پنج متروی تهران می‌باشد. این ایستگاه در سال ۱۳۹۱ شلوغ‌ترین ایستگاه مترو تهران شد.

### مرکزهای خرید

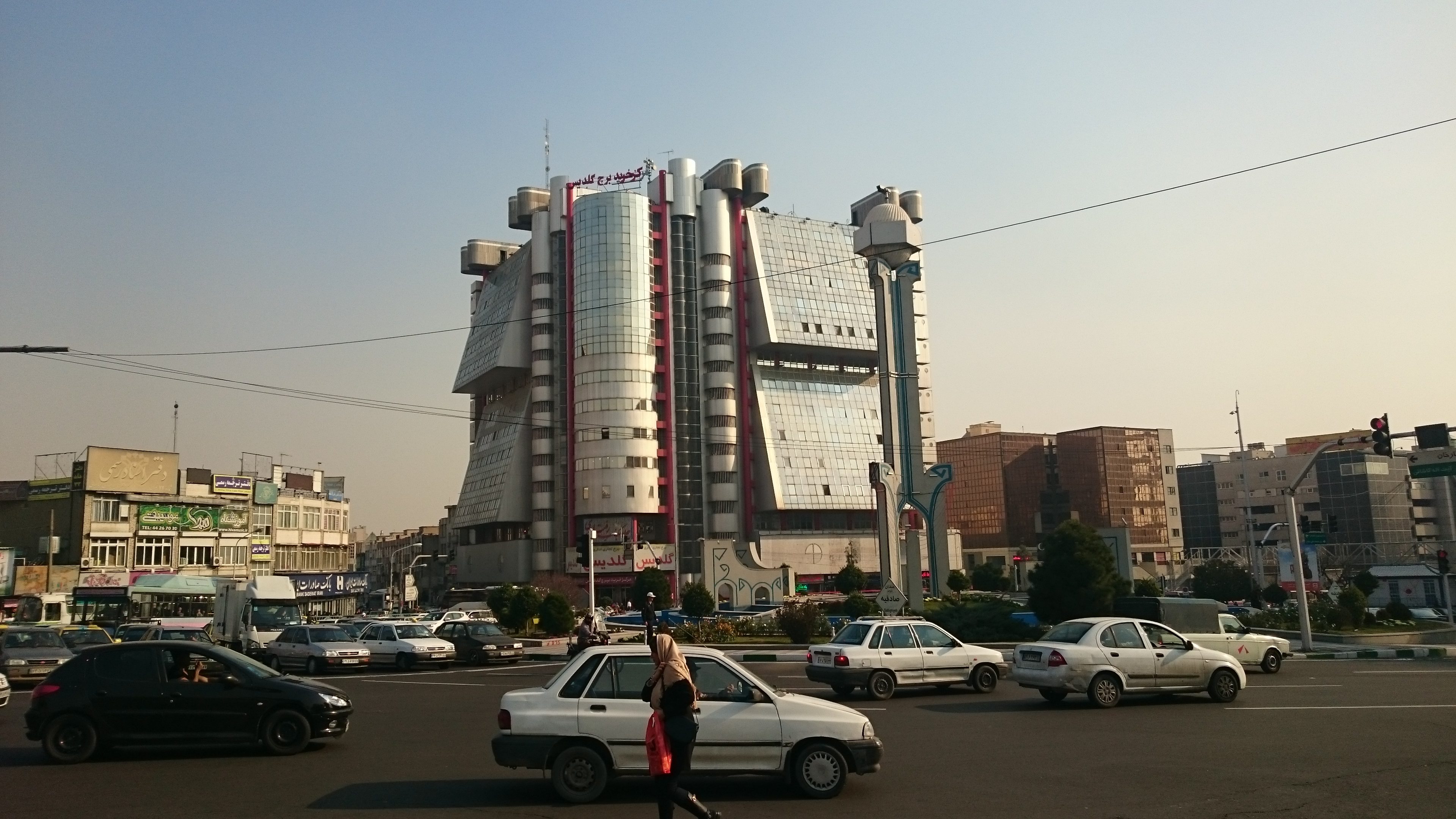
مرکزهای خرید نامدار محل

مرکزهای خرید بسیاری در این محله قرار دارد و بزرگترین این بازارها بازار سنتی ستارخان و برج گلدیس بوده‌اند که هریک دارای ایرادهایی در بحث ایمنی و معماری دانسته شده‌اند.
تغریبا از هر صنفی در این منطقه فروشگاه وجود دارد

### پوشاک زنانه
فروش پوشاک زنانه با برندهای گوناگون ایرانی و جهانی با توجه به پیشینه زنجیره تامین وابسته، بخشی چشمگیر از اقتصاد این محله را تشکیل می‌دهد. گونه‌های مختلف بوت و نیم‌بوت زنانه، کفش‌های پاشنه‌بلند و اسپرت زنانه ساخت ایران یا چین، دارای کانون‌های فروش رسمی در محله هستند. گونه‌های مختلفی از لگینگ یا بادی‌های زنانه و مانتو نیز در دهه‌های ۸۰ و ۹۰ پرهوادار بودند.

### غذا و رستوران
خیابان‌های ستارخان و صادقیه با توجه به داشتن کانون‌های تجاری و رستوران‌ها، از جاذبه گردشگری برخوردارند و به دنبال آن، دستفروشی در این محله نیز صورت گرفته‌است.
به نوعی که خیلی از برند های مطرح کشور در این منطقه مغازه دارند